# Witheringia coccoloboides
Witheringia coccoloboides là loài thực vật có hoa trong họ Cà. Loài này được (Dammer) Hunz. miêu tả khoa học đầu tiên năm 1969.